# エンピツビャクシン
エンピツビャクシン（鉛筆柏槇、学名: Juniperus virginiana）は、裸子植物マツ綱のヒノキ科ビャクシン属に属する常緑針葉樹の1種である。大きなものは高さ30メートルになる高木であり、小枝は細く、鱗片状の葉で覆われる。球果は1年以内に熟し、液果状で直径3-6ミリメートル、紫黒色で粉白をおびる。北米東部に広く分布しており、放棄耕地や荒原、岩石地などにいち早く侵入するパイオニア植物である。北米西部に見られるコロラドビャクシンに近縁であり、異所的に分布している。鉛筆の材料に利用されていたため、エンピツビャクシンや pencil cedar とよばれるが、現在では鉛筆には使われていない。

## 特徴
常緑高木であり、ふつう主幹が明瞭で高さ10–20メートル (m)、大きなものは 30 m に達することがある（図1, 2a）。樹冠は細い円柱形から円錐形、円形、または平坦。樹皮は赤褐色から灰褐色、薄く縦に剥がれる（下図2b）。小枝は平滑、横断面は四角から三角形、ふつう上向するが、ときに下垂し、末端は細く、直径約1ミリメートル (mm)。
葉はふつう鱗形葉まれに針葉、緑色だが冬季に赤褐色になることがあり、全縁、背軸側にある腺点は楕円形または細長く明瞭。鱗形葉は長さ 1–3 mm、竜骨状、先端は尖頭から鈍頭、1/4長以上重なり、十字対生して枝を覆う（上図2c）。針葉はさや状、長さ 3-12 mm、向軸側は白色を帯びない。
雌雄異株であり、"花期"は早春、雄球花または雌球花を小枝の先端につける（上図3a, b）。雄球花は楕円形、長さ 2–5 mm、黄褐色（上図3a）。球果は1年以内に成熟し、裂開せず鱗片は合着して液果状（漿質球果）になり、球形から卵形、直径 3-6(-7) mm、青黒色から紫褐色、粉白をおび、1-2(-4)個の種子を含む（下図4b）。種子は黄褐色、長さ 1.5-4 mm（下図4c）。
材に含まれる精油のほとんどはα-ピネンであり、他にβ-ピネン、ミルセン、リモネン、テルピネン、サビネン、ベルベノール、ベルベノン、カリオフィレンなどを含む。葉の精油としてはサフロール、メチルオイゲノール、エレモール、エレミシン、8-アセトキシエレモール、α-ピネン、サビネン、リモネン、プレゲイジェレンBなどが多い。

## 分布・生態
北アメリカ東部に広く分布しており、カナダ南東部から米国フロリダ州に見られる（下図5a）。フロリダなど分布の南縁部には、変種 Juniperus virginiana var. silicicola が分布している（下記参照）。生育可能な気候条件の範囲は幅広く、年平均気温が 4–20°C、平均年間降水量が 380–1520 mm の地域に見られ、乾燥に強い。アルカリ性土壌は好まない。
生態的には植生遷移の初期に侵入するパイオニア植物（先駆植物）であり、放棄耕地や荒地、岩地、尾根筋などに定着する（上図5b, c）。好適な条件における成長は速いが、このような環境では最終的にはふつう広葉樹などに勝てない。パイオニア植物ではあるが寿命は比較的長く、年輪測定による確実な例としては940歳のものが報告されている。
球果は動物に食べられ、種子散布される。散布者は主に鳥であるが、スカンク、キツネ、アライグマなどの哺乳類が寄与することもある。
最も重大な病害はマツノネクチタケ（担子菌門ハラタケ綱）によるものであり、特にストレスなどによって弱った木の根に侵入する。その他に Fomes subroseus、Daedalea juniperina、Pyrofomes demidoffii、Phomopsis juniperovora（以上担子菌門ハラタケ綱）、Cercospora sequoiae（子嚢菌門クロイボタケ綱）などのよる病害が知られる。

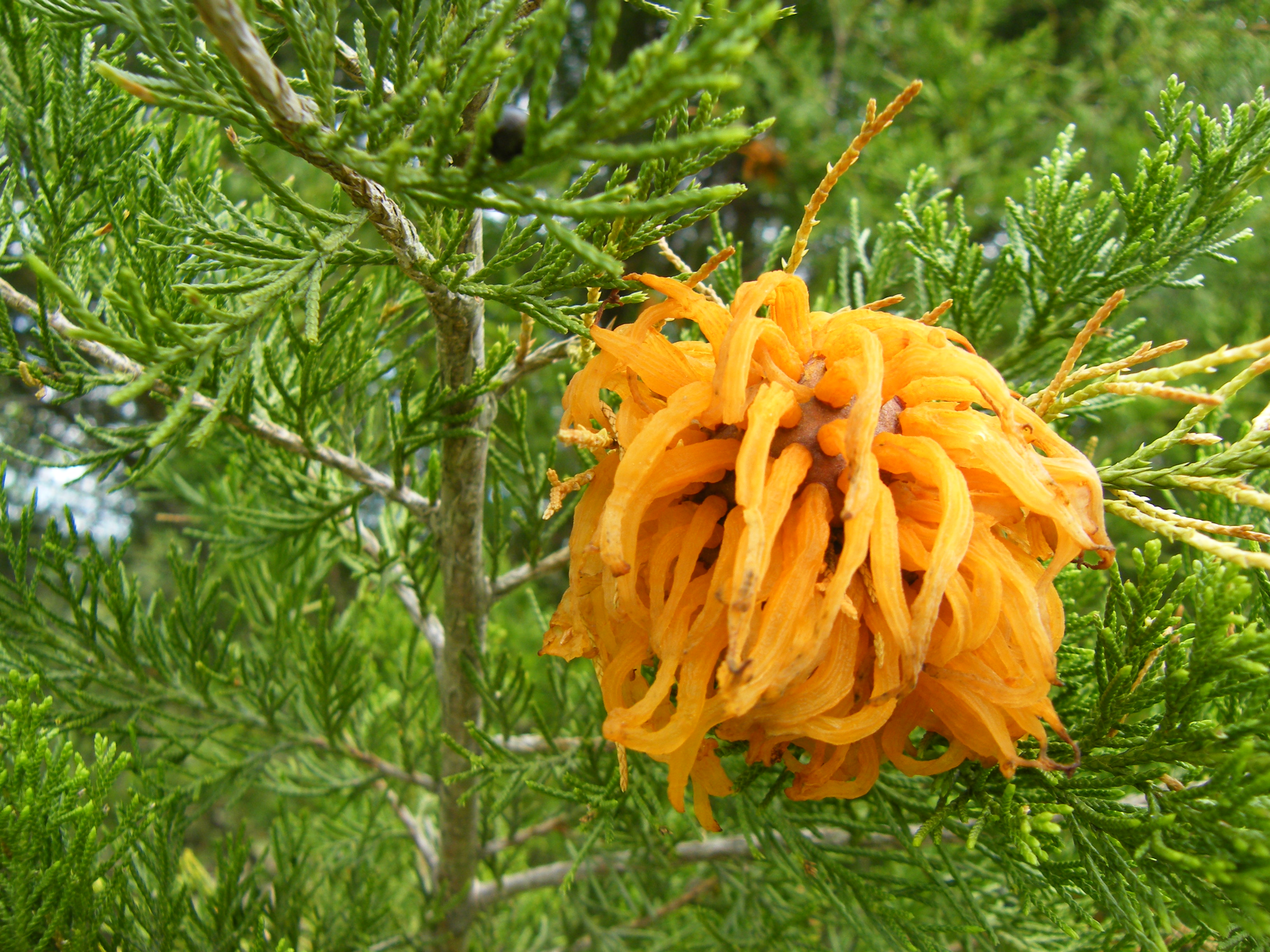
6. エンピツビャクシン上の赤星病菌の冬胞子堆

リンゴやナシなどに大きな被害を与える赤星病菌（担子菌門サビキン綱）の中間宿主となるため（図6）、これら果樹の近辺にあると除去される。
深刻な虫害はほとんどないが、Thyridopteryx ephemeraeformis（ミノガ科）や Oligonychus ununguis（ハダニ科）の食害によって枯れることがある。葉食性の昆虫として他に Dichomeris marginella、Coleotechnites juniperella（キバガ科）、Choristoneura houstonana（以上ハマキガ科）、Phyllobius intrusus（ゾウムシ科）などがいる。また、Contarinia juniperina（タマバエ科）は葉に虫こぶを形成し、Lecanium fletcheri（カタカイガラムシ科）、Carulaspis juniperi（マルカイガラムシ科）も害を与える。材穿孔性の昆虫として、Phleosinus dentatus（キクイムシ科）、Callidium texanum、Semanotus ligneus、Oeme rigida（以上カミキリムシ科）、Hylobius pales（ゾウムシ科）が知られる。

## 人間との関わり
エンピツビャクシンの材は耐朽性に優れ、精油を多く含み芳香があり、辺材は白色、心材は紫紅色でその境界は明瞭。家具や塀、枕木などに用いられる。古くは鉛筆の材料として広く利用されていたため、エンピツビャクシン（pencil cedar）の名の由来となった。ただし現在では産出量が減ったため、鉛筆材にはおもにオニヒバ（Calocedrus; ヒノキ科）などが使われている。また、エンピツビャクシンの精油（上記参照）は、香料としても広く利用されている。
北米東部の先住民の多くの部族にとってエンピツビャクシンは生命を象徴する木であり、儀式に用いられていた。材や樹皮は、弓、寝具、楽器、屋根、マットなどさまざまな用途に用いられていた。また、球果や葉、根を生薬としていたが、19世紀には米国薬局方にも正式に登録されていた。
防風林として有用な樹種とされる。また園芸用にも用いられ、‘Bakerís Blue’、‘Blue Mountain’、‘Brodie’、‘Burkii’（バーキー; 図7a）、‘Canaerti’、‘Cupressifolia’、‘Dundee’、‘Emerald Sentinel’、‘Glauca’、‘Gray Owl’（グレイオウル; 図7b）、 ‘Hillspire’、‘Idyllwild’、‘Manhattan Blue’（マンハッタンブルー）、‘Mission Spire’、‘Nova’、‘Pendula’（ペンデュラ; 図7c）、‘Patt River’、‘Princeton Sentry’、‘Royo’、‘Silver Spreader’（シルバースプレンダー）、‘Stover’、‘Taylor’ などさまざまな園芸品種が作出されている。

## 分類
エンピツビャクシンはコロラドビャクシン（Juniperus scopulorum）に極めて近縁であり、北米を二分して南北に走るグレートプレーンズを境界として東側にエンピツビャクシン、西側にコロラドビャクシンが分布している。実際には、両者は同種とすべきとも考えられている。他にも、J. maritima、J. horizontalis、J. barbadensis、J. bermudiana、J. gracilior なども近縁であり、明瞭な系統群を構成している。

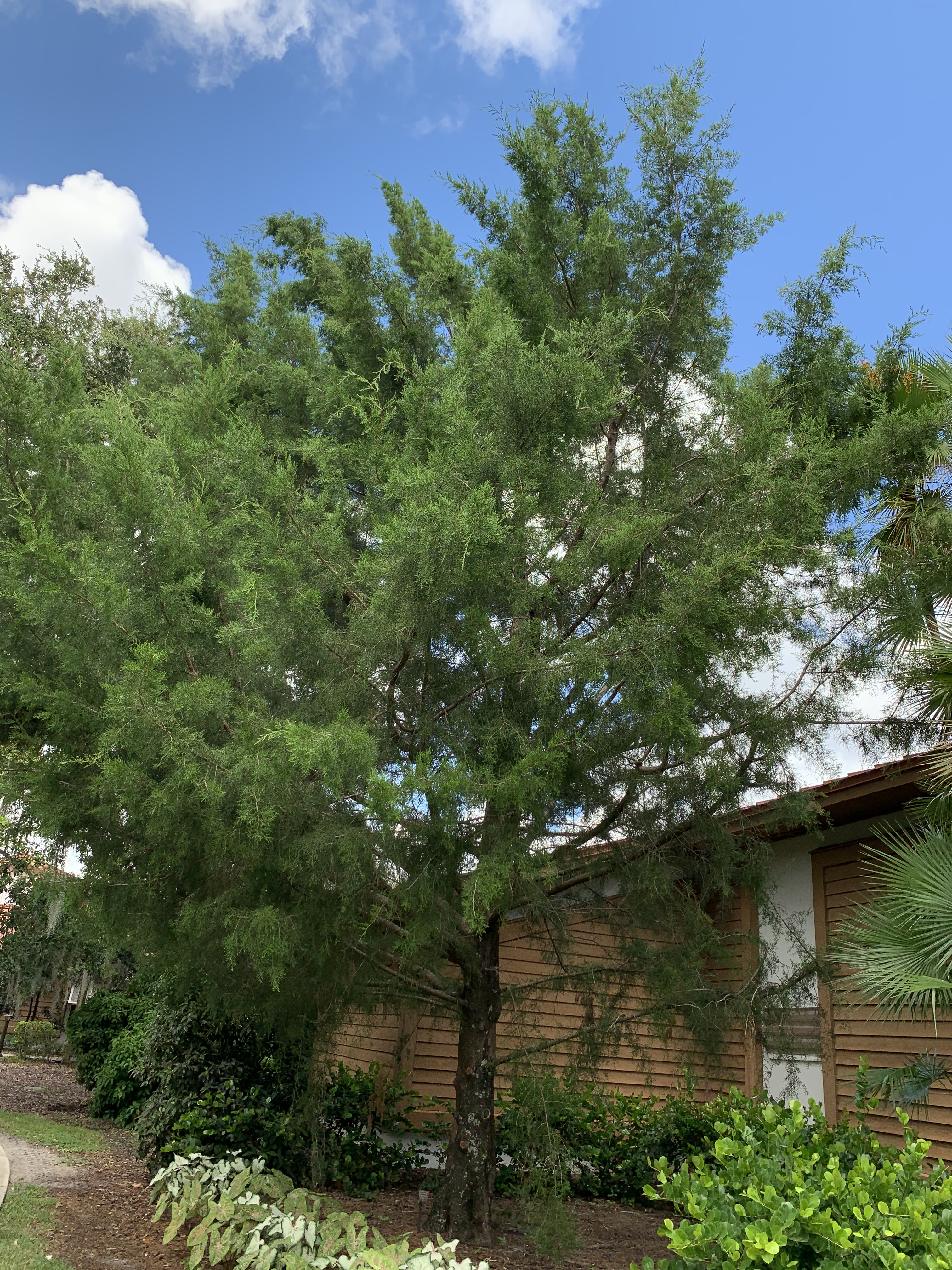
8. J. v. var. silicicola

エンピツビャクシンには、Juniperus virginiana var. virginiana と Juniperus virginiana var. silicicola (Small) A.E.Murray, 1983（図8）の2変種が知られている。形態的には、表1で示したような差異がある。J. v. var. silicicola は、種としての分布域の南縁部にあたるノースカロライナ州、サウスカロライナ州、ジョージア州、フロリダ州、アラバマ州、ミズーリ州、ルイジアナ州に分布し（図5a）、海岸付近に生育する。
| 形質   | var. virginiana          | var. silicicola |
| ------ | ------------------------ | --------------- |
| 樹形   | 細い円柱状、円錐状、球状 | 平坦            |
| 樹皮   | 赤褐色                   | 黄赤褐色        |
| 鱗形葉 | 鋭頭                     | 鈍頭から鋭頭    |
| "雄花" | 3-4 mm                   | 4-5 mm          |
| 球果   | 4-6(-7) mm               | 3-4 mm          |